# Pilska Julia på bröllopsresa
Pilska Julia på bröllopsresa är en svensk porrfilm från 1982 med regi och manus av Andrew Whyte.
Filmen gjordes i två versioner, en med och en utan sexscener. Filmen hade premiär i Paris den 11 augusti 1982, och visades först i Sverige den 8 september 1982 på biografen Hollywood i Stockholm.

## Handling
Det nygifta paret Romeo och Julia är på smekmånad på franska Rivieran. De får sin moped stulen och antastas av tre ohövliga män. Till deras undsättning kommer psykiatrikern Balthazar och hans fru Kiki som erbjuder det nygifta paret en egen erotisk show på en kabaré. Därefter har både Romeo och Julia en rad otrohetsaffärer innan de plötsligt vaknar upp vid en rastplats. Bredvid dem står deras moped parkerad: allt var bara en dröm.

## Rollista
- Barbi Andersson – Julia
- Jean Laporte – Romeo
- Isabelle Dior – Kiki
- Ingrid Lindgren – Zita
- Silvano Di Roma – professor Balthazar
- Marcel Barbey – Dick
- Ronald Engström – läkaren
- Ingvar Lund – John
- H Brunc – baron de Fabian
- Bengt Brünold – Harry
- G Thompson – Sammy
- Irina Fournier – Izabella
- Pierre Dumas – Punk
- Olly Troyes – Jean
- Carl Thom – Pascal
- Karin Englund – Selotte
- Ulla Wilmertz – Barbara
- G. Scott – president MGM
- Oili Virta – dansös
- A. Hansson – dansös
- Elly Beck – dansös
- Louise – dansös

### Fotnoter
1. 1 2 3  ”Pilska Julia på bröllopsresa”. Svensk Filmdatabas. http://sfi.se/sv/svensk-filmdatabas/Item/?itemid=5935&type=MOVIE&iv=Basic&ref=/templates/SwedishFilmSearchResult.aspx?id%3d1225%26epslanguage%3dsv%26searchword%3dPilska+Julia+p%C3%A5+br%C3%B6llopsresa%26type%3dMovieTitle%26match%3dBegin%26page%3d1%26prom%3dFalse. Läst 16 maj 2013.
2. ↑  ”Julia ou Nuits de noces a la suédoise”. La Saison cinématographique 1983. Ligue française de l'enseignement et de l'éducation permanente. 1983.  ”Sortie Paris: 11 août 1982”